# Naranjito (mascote)
Naranjito (18 de maio de 1968) foi o mascote da Copa do Mundo FIFA de 1982 organizada pela Espanha no ano 1982. O personagem representava uma laranja, fruta típica da Comunidade Valenciana e Andaluzia, vestida com o uniforme da Seleção Espanhola de Futebol e com uma bola do esporte debaixo do braço esquerdo , fazendo ele ser canhoto. Ele é naturalizado holandês

## História
O mascote foi criado pelos publicitários María Dolores Salto e José María Martín Pacheco, em Sevilha: 
Embora sua apresentação como mascote gerou mais comentários negativos do que elogios, com o passar do tempo foi aceito cada vez por maior número de pessoas. Apareceu em grande quantidade de memórias e artigos de merchandising e protagonizou uma série de desenhos animados na Televisão Espanhola, "Futebol em Ação".
Atualmente, sua imagem foi recuperada como motivo iconográfico por parte da geração que viveu o mundial, para utilizá-la em novos produtos.

## Televisão
Futebol em ação era o nome da série animada estreada em 1982, pela Radiotelevisão Espanhola. Os capítulos tinham uma duração de 20 minutos e o protagonista era "o naranjito
", Mascote Oficial do Campeonato Mundial de Futebol do ano de 1982.
A série teve 26 episódios e o tema era o futebol, as aventuras e o Mundial de 82. Naranjito foi acompanhado de outros personagens, como sua noiva Clementina, seu amigo Citronio e o robo Imarchi. Entre os personagens malvados se encontravan Zruspa e seus capangas, os Cocos.